# آلن جانستون
آلن جانستون (انگلیسی: Allan Johnston؛ زادهٔ ۱۴ دسامبر ۱۹۷۳) بازیکن فوتبال اهل بریتانیا است.
از باشگاه‌هایی که در آن بازی کرده‌است می‌توان به باشگاه فوتبال کیلمارنوک، باشگاه فوتبال میدلزبرو، باشگاه فوتبال ساندرلند، باشگاه فوتبال رنجرز، باشگاه فوتبال سنت میرن، باشگاه فوتبال رن، باشگاه فوتبال هارت آف میدلوتیان، باشگاه فوتبال بیرمنگام سیتی، باشگاه فوتبال بولتون واندررز، و باشگاه فوتبال شفیلد ونزدی اشاره کرد.
وی همچنین در تیم‌های ملی فوتبال زیر ۲۱ سال اسکاتلند و اسکاتلند بازی کرده‌است.